# Shrink Dust
Shrink Dust è il quinto album in studio del musicista canadese Chad VanGaalen. È stato rilasciato da Flemish Eye in Canada e da Sub Pop negli Stati Uniti il 29 aprile 2014.  L'album è stato pubblicato sul sito web della Star come parte delle loro ragioni musicali per le sezioni live.
L'album è stato candidato ad una lunga lista per il Premio Polaris Music 2014. 
Shrink Dust è stato il più ascoltato dalle radio comunitarie canadesi nei mesi di maggio, giugno e luglio 2013, seguito dal servizio di creazione di grafici della National Campus e della Community Radio Association,! Earhot. 
L'album è stato registrato nello studio Yoko Eno di VanGaalen a Calgary. L'album è parzialmente destinato ad essere una colonna sonora del suo prossimo film di fantascienza.

## Tracce
1. Cut Off My Hands
2. Where Are You?
3. Frozen Paradise
4. Lila
5. Weighed Sin
6. Monster
7. Evil
8. Leaning on Bells
9. All Will Combine
10. Weird Love
11. Hangman's Son
12. Cosmic Destroyer